# Adrien de Jussieu
Pour les articles homonymes, voir Jussieu.
Pour les autres membres de la famille, voir Famille de Jussieu.
Adrien Henri de Jussieu, né le 23 décembre 1797 à Paris et mort le 29 juin 1853 dans la même ville, est un botaniste français.

## Biographie
Il est le fils d'Antoine-Laurent de Jussieu. 
Après des études de médecine à Paris (1824), il remplace son père à la chaire de botanique du Jardin des Plantes (1826). Sa thèse porte sur les Euphorbiacées : De euphorbiacearum generibus medicisque earumdem viribus tentamen. Elle est suivie de nombreux travaux sur les Rutacées, les Méliacées, les Malpighiacées…
Ses études au Lycée Napoléon, devenu lycée Henri IV, le mettent en contact avec les fils de l'élite de la France du XIXe siècle, notamment Jean-Jacques Ampère et Prosper Mérimée.
Le 8 août 1831, il est élu membre de l'Académie des sciences, dont il sera président en 1853. En 1839, il publie ses Recherches sur la structure des plantes monocotylédones et surtout son Cours élémentaire de botanique, qui sera utilisé par des générations d'étudiants. A la faculté des sciences de Paris, Adrien de Jussieu est suppléant à partir de 1835 d'Auguste de Saint-Hilaire, professeur-adjoint puis titulaire d'organographie végétale. Il est nommé agrégé près la faculté en 1840. En 1850 il succède à Charles-François Brisseau de Mirbel à la chaire de botanique, anatomie et physiologie végétale. À son décès, sa chaire est hélas supprimée, au profit de la création d'une chaire de physiologie générale. En 1845, il publie sa Géographie botanique.

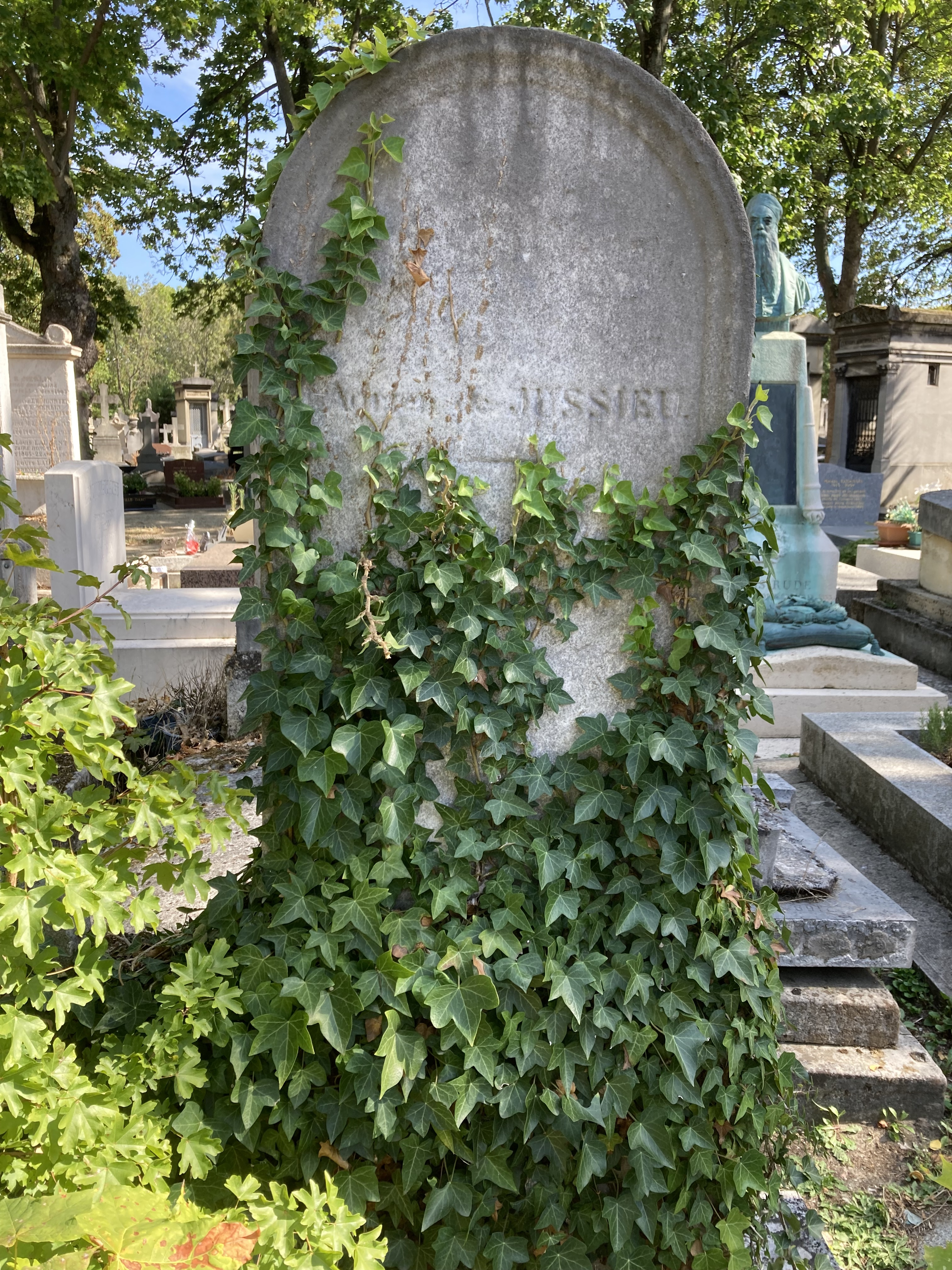
Tombe Adrien-Henri de Jussieu au cimetière du Montparnasse

Il est inhumé aux côtés de son père Antoine de Jussieu au cimetière du Montparnasse (1re division).

## Publications
- 1825 : Monographie générique des rutacées
- 1830 : Mémoire sur le groupe des méliacées
- 1840 : Traité élémentaire de botanique
- 1843 : Monographie des malpighiacées